# Seznam slovenskih državnih svetnikov (2007–2012)
Seznam slovenskih državnih svetnikov v mandatu 2007 do 2012.

## A
- Matej Arčon

## B
- Drago Bahun
- Stojan Binder

## C
- Rudi Cipot

## Č
- Dušan Črnigoj

## D
- Toni Dragar

## F
- Rajko Fajt
- Darko Fras

## G
- Janvit Golob

## J
- Zoltan Jan
- Mihael Jenčič
- Lidija Jerkič

## K
- Blaž Kavčič
- Bojan Kekec
- Marijan Klemenc
- Jože Korže
- Alojz Kovšca

## L
- Jernej Lampret

## M
- Branko Majes
- Borut Meh
- Jože Mencinger
- Jože Mihelčič

## O
- Vincenc Otoničar
- Milan Ozimič

## P
- Milan Papič
- Anton Peršak
- Boris Popovič
- Peter Požun

## R
- Rastislav Jože Reven
- Andrej Rus

## S
- Dušan Semolič
- Jože Slivšek

## Š
- Drago Ščernjavič
- Branimir Štrukelj
- Boris Šuštaršič

## V
- Jernej Verbič
- Bogomir Vnučec
- Peter Vrisk

## Z
- Cveto Zupančič

## Ž
- Drago Žura